# Nivillers
Nivillers is een gemeente in het Franse departement Oise (regio Hauts-de-France) en telt 196 inwoners (1999). De plaats maakt deel uit van het arrondissement Beauvais.

## Geografie
De oppervlakte van Nivillers bedraagt 7,8 km², de bevolkingsdichtheid is 25,1 inwoners per km².
De onderstaande kaart toont de ligging van Nivillers met de belangrijkste infrastructuur en aangrenzende gemeenten.

## Demografie
Onderstaande figuur toont het verloop van het inwonertal (bron: INSEE-tellingen).